# Pentamerismo

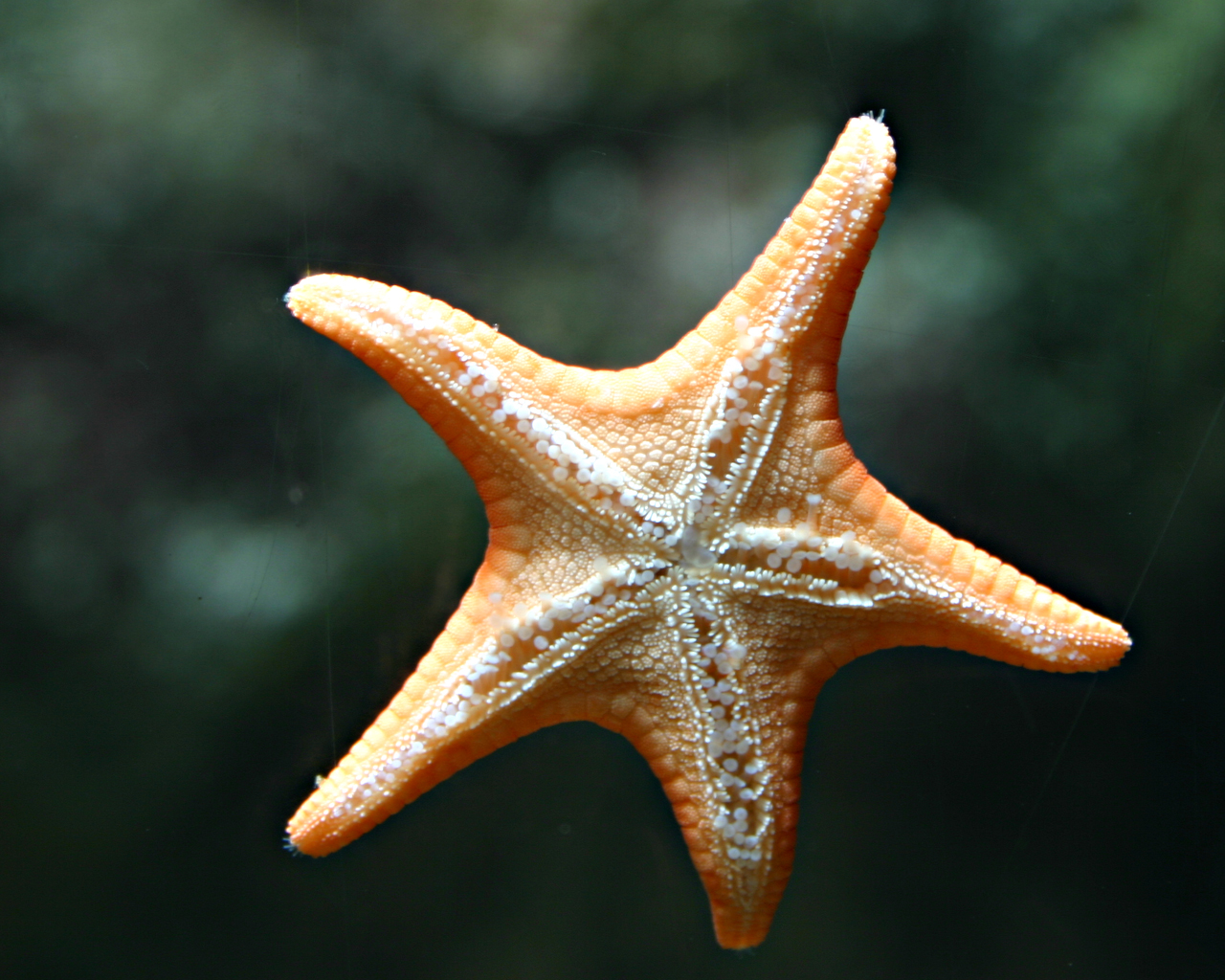
Estrella de mar.

El pentamerismo o pentamería es un tipo de simetría exclusiva de los equinodermos consistente en la presencia de una simetría radial pentámera o pentarradial de 72 grados que les hace tener cinco partes iguales alrededor de su boca. Es una característica secundaria, tanto evolutivamente como desde el punto de vista del desarrollo, y las formas larvarias son siempre bilaterales.
- Datos: Q9058064